# Scoresby (cràter)

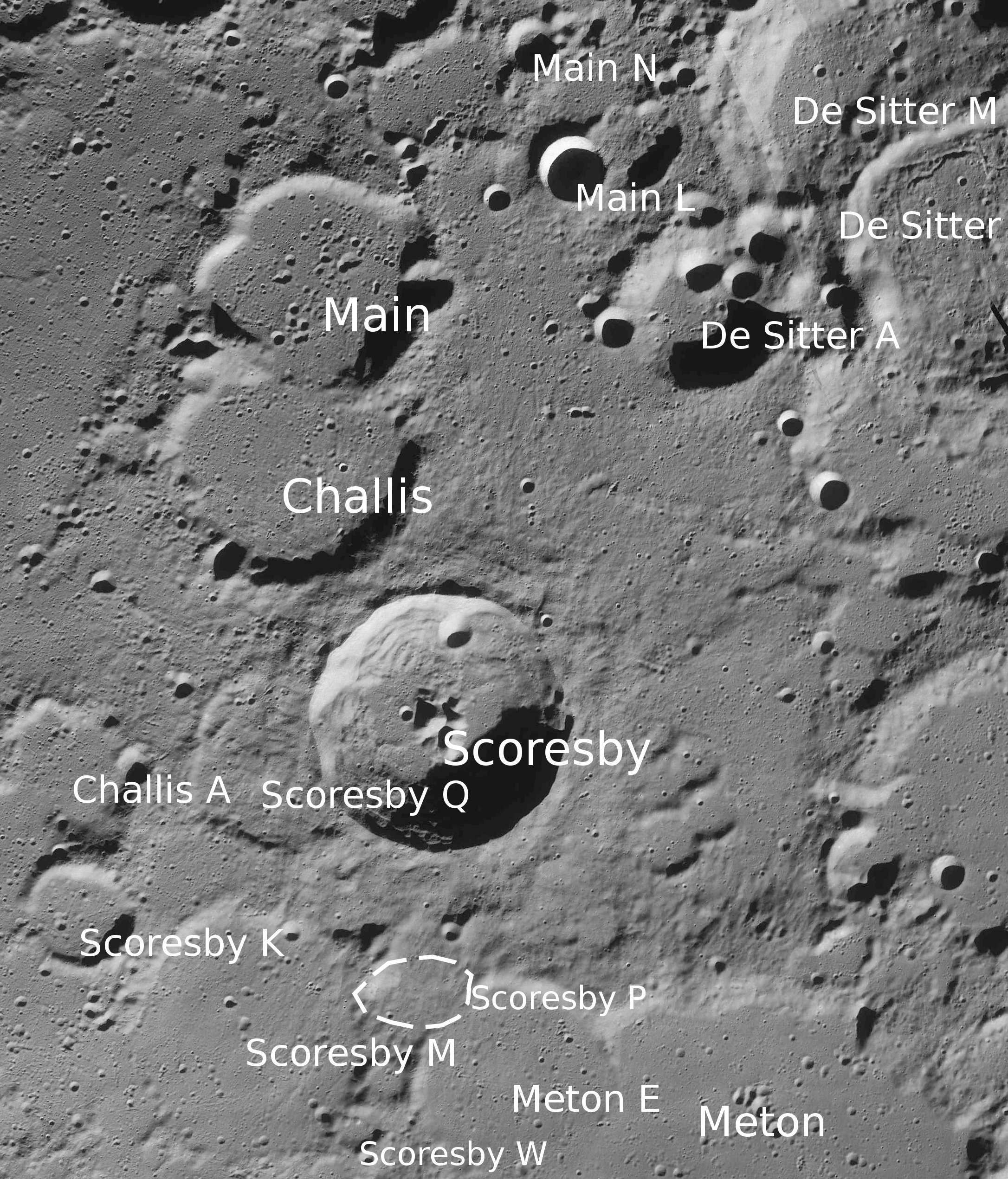
Fotografia de la missió Lunar Reconnaissance Orbiter

Scoresby és un cràter d'impacte pertanyent a la cara visible de la Lluna. Està gairebé unit al cràter Challis en el seu costat nord-nord-oest, i es troba just al nord de la plana emmurallada de Metó. A causa de la seva ubicació, aquest cràter apareix molt escorçat quan es veu des de la Terra, per la qual cosa s'albira amb forma el·líptica. No obstant això, és pràcticament circular quan es veu des de dalt.
|  |

Aquesta formació té una paret exterior afilada que no ha estat significativament desgastada i no està marcada per impactes significatius. Presenta rampes que s'estenen cap a l'exterior a gairebé mig diàmetre del cràter, excepte on es troben amb Challis en el nord. Les àmplies parets interiors mostren aparença d'haver estat terraplenades, però en realitat han estat degradades per una multitud d'impactes menors a través de molt temps.
La major part del sòl interior de Scoresby és pla, excepte en el nord-est, on està solcat per alguna zona accidentada. En el punt mitjà de l'interior presenta una formació central prominent que consta de tres serralades muntanyenques. Posseeix un crateret situat just a l'oest dels pics centrals, i un altre cràter lleugerament més gran en la paret interior del nord.

## Cràters satèl·lit
Per convenció aquests elements són identificats en els mapes lunars posant la lletra en el costat del punt mitjà del cràter que està més proper a Scoresby.
|          | \| Scoresby \| Coordenades \| Diàmetre \| \| -------- \| ------------------------------------ \| -------- \| \| K \| 76° 18′ N, 2° 54′ E / 76.3°N,2.9°E \| 23 km \| \| M \| 75° 36′ N, 8° 06′ E / 75.6°N,8.1°E \| 54 km \| \| P \| 75° 48′ N, 13° 00′ E / 75.8°N,13.0°E \| 26 km \| \| Q \| 77° 24′ N, 8° 42′ E / 77.4°N,8.7°E \| 40 km \| \| W \| 74° 30′ N, 11° 12′ E / 74.5°N,11.2°E \| 10 km \| |          |
| Scoresby | Coordenades | Diàmetre |
| K        | 76° 18′ N, 2° 54′ E / 76.3°N,2.9°E | 23 km    |
| M        | 75° 36′ N, 8° 06′ E / 75.6°N,8.1°E | 54 km    |
| P        | 75° 48′ N, 13° 00′ E / 75.8°N,13.0°E | 26 km    |
| Q        | 77° 24′ N, 8° 42′ E / 77.4°N,8.7°E | 40 km    |
| W        | 74° 30′ N, 11° 12′ E / 74.5°N,11.2°E | 10 km    |

## Referències

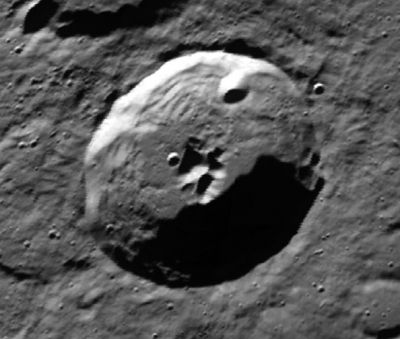
Fotografia de la missió Clementine (1994)